# Ирискина, Татьяна Тихоновна
Татьяна Тихоновна Ирискина (1926 год — ?) — советский табаковод, Герой Социалистического Труда, депутат Верховного Совета Казахской ССР 5-го созыва.

## Биография
Родилась в 1926 году в Алма-Атинской области. Член КПСС.
С 1941 года — на хозяйственной, общественной и политической работе. В 1941—1981 гг. — колхозница, звеньевая Алма-Атинского табаководческого совхоза Министерства пищевой промышленности СССР, бригадир табаководческой бригады № 5 табаксовхоза Илийского района Алма-Атинской области Казахской ССР.
Указом Президиума Верховного Совета СССР от 6 октября 1950 года присвоено звание Героя Социалистического Труда с вручением ордена Ленина и золотой медали «Серп и Молот».
Избиралась депутатом Верховного Совета Казахской ССР 5-го созыва от Панфиловского избирательного округа Алма-Атинской области.
Жила в Казахстане.

## Награды и звания
- Герой Социалистического Труда (06.10.1950).
- орден Ленина (06.10.1950, 06.05.1949, 21.07.1952)
- орден Октябрьской Революции (14.02.1975[1].)
- орден Трудового Красного Знамени (30.04.1966)
- медаль «За трудовую доблесть» (26.10.1954, 26.04.1963)